# Largulara
Largulara är ett släkte av insekter. Largulara ingår i familjen dvärgstritar.
Kladogram enligt Catalogue of Life:
| Largulara | \| \| Largulara elegans \| \| \| \| \| \| Largulara fantasa \| \| \| \| \| \| Largulara magnifica \| \| \| \| |
|           | \| \| Largulara elegans \| \| \| \| \| \| Largulara fantasa \| \| \| \| \| \| Largulara magnifica \| \| \| \| |
|           | Largulara elegans                                                                                             |
|           | |
|           | Largulara fantasa                                                                                             |
|           | |
|           | Largulara magnifica                                                                                           |
|           | |